# 銭思亮
銭思亮（せん しりょう）は、台湾の科学者、教育者。字は恵疇。原籍は浙江省余杭県。

## 来歴・人物

### 学歴
天津南開中学を卒業後、1927年に国立清華大学化学科に入学した。 1931年には北京議定書奨学金を獲得し、呉大猷、張茲闓と共にアメリカ留イリノイ大学化学科に留学、1932年にイリノイ大学理学修士号を、1934年に哲学博士号を授与される。帰国後は北京大学化学科の教授に招聘された。

### 大陸時代
1937年、日中戦争により北京が日本軍に占拠されると、北京大学と共に長沙に移動、その地での臨時大学に参加した。1938年には昆明西南聯合大学に移り、化学科教授を務める。1940年、父親が上海刺殺される事件が発生する。この事件を契機に上海に戻ったが、その後も昆明に戻ることなく、上海化学薬物研究所の研究員となる。1946年、日本の敗戦により北京に戻り北大化学科教授として学科主任を務めた。

### 台大時代
1949年、銭思亮は北京より南京を経て台湾に移る。そして国立台湾大学学長の傅斯年に招聘され化学科教授及び教務長に就任した。1951年、傅斯年の死去に伴い台大学長に就任した。銭思亮はJUPAS制度を整備し、台湾における高等教育制度の確立に尽力し、20年に及び学長任期中に日本政府により建設された教育制度を発展させた。

### 中央研究院
1964年、中央研究院数理組院士を授与される。1970年には台大学長と兼任で王世杰の職務を継承し、中央研究院第5代院長に就任する。1983年院長就任中に死去するまでの13年間に7回もの中研院院士会議を開催している。
また中研院院長在任期間中に米国文化研究所、三民主義研究所、地球科学研究所、生物化学研究所及び情報科学研究所を設置し、同時に生物医学、統計学、原子及び分子工学の3研究所及び分子生物学総合研究室の4準備室を設立し、台湾の科学技術発展に大きな功績を残した。業績を顕彰し台大理学部には「思亮館」と命名された建築物があり、中研院化学研究所研究棟は「銭思亮紀念館」と命名されている。
| 学職        | 学職                           | 学職        |
| ----------- | ------------------------------ | ----------- |
| 先代 王世杰 | 中央研究院院長 1970年 - 1983年 | 次代 呉大猷 |